# Siège de Belgrade (1521)
Pour les articles homonymes, voir Siège de Belgrade.
Guerre hongro-ottomane
Le siège de Belgrade est un épisode des guerres hongro-ottomanes qui se déroule du 25 juin jusqu'au 29 août 1521. L'armée ottomane, commandée par le sultan Soliman le Magnifique, s'empare de la ville. C'est une étape décisive des conquêtes ottomanes en Europe.

## Historique
Belgrade, ancienne ville de la principauté de Serbie devenue un avant-poste du royaume de Hongrie au sud du Danube, avait repoussé deux offensives ottomanes en 1440 (en) et en 1456. Depuis la prise de Smederevo, devenue le siège d'un sandjak du pachalik de Roumélie en 1459, les Ottomans disposent de bases solides autour de Belgrade.
Le sultan Soliman le Magnifique, accompagné du grand vizir Piri Mehmed Pacha, part d'Istanbul le 6 février 1521, établit son camp à Zemun mi-juillet et met le siège devant la ville. Il fait bombarder les murs par une puissante artillerie. À partir du 2 août, il lance plusieurs assauts terrestres contre la ville basse qui sont repoussés. Soliman fait alors construire un pont de bateaux et transférer son artillerie sur une île du fleuve. Le 8 août, il lance un assaut général : Piri Mehmed Pacha attaque par la rive du Danube, Mustafa Pacha (en) par celle de la Save, Ahmed Pacha par des barques sur la Save, et les janissaires tentent d'escalader les murs de la ville haute. Les attaquants s'emparent de la ville basse.
Dans les jours suivants, Soliman fait transférer son artillerie lourde dans la ville basse et ses pièces légères sur une tour du couvent des franciscains. Les Ottomans parviennent à allumer des incendies dans la ville haute. Le 17 août, un assaut conduit par Ahmed Pacha est repoussé.
À partir du 24 août, des déserteurs de la ville haute commencent à rallier les lignes ottomanes. Les 26 et 27 août, Soliman ordonne un nouvel assaut général qui aboutit à la capitulation de la ville le 30 août.
Sous la domination ottomane, Belgrade est rattachée au sandjak de Smederevo. Toutes les églises de la ville basse sont converties en mosquées. Belgrade devient une base d'opérations ottomane et le point de départ d'une route stratégique passant par le pont d'Osijek qui permet la victoire ottomane de Mohács (1526) et à la conquête d'une grande partie du royaume de Hongrie.
Divers lieux à Istanbul ont été nommés d'après la conquête de Belgrade, comme Belgrade Kapısı (porte de Belgrade) et Belgrade Ormani (forêt de Belgrad).

## Galerie

Images du siège de Belgrade
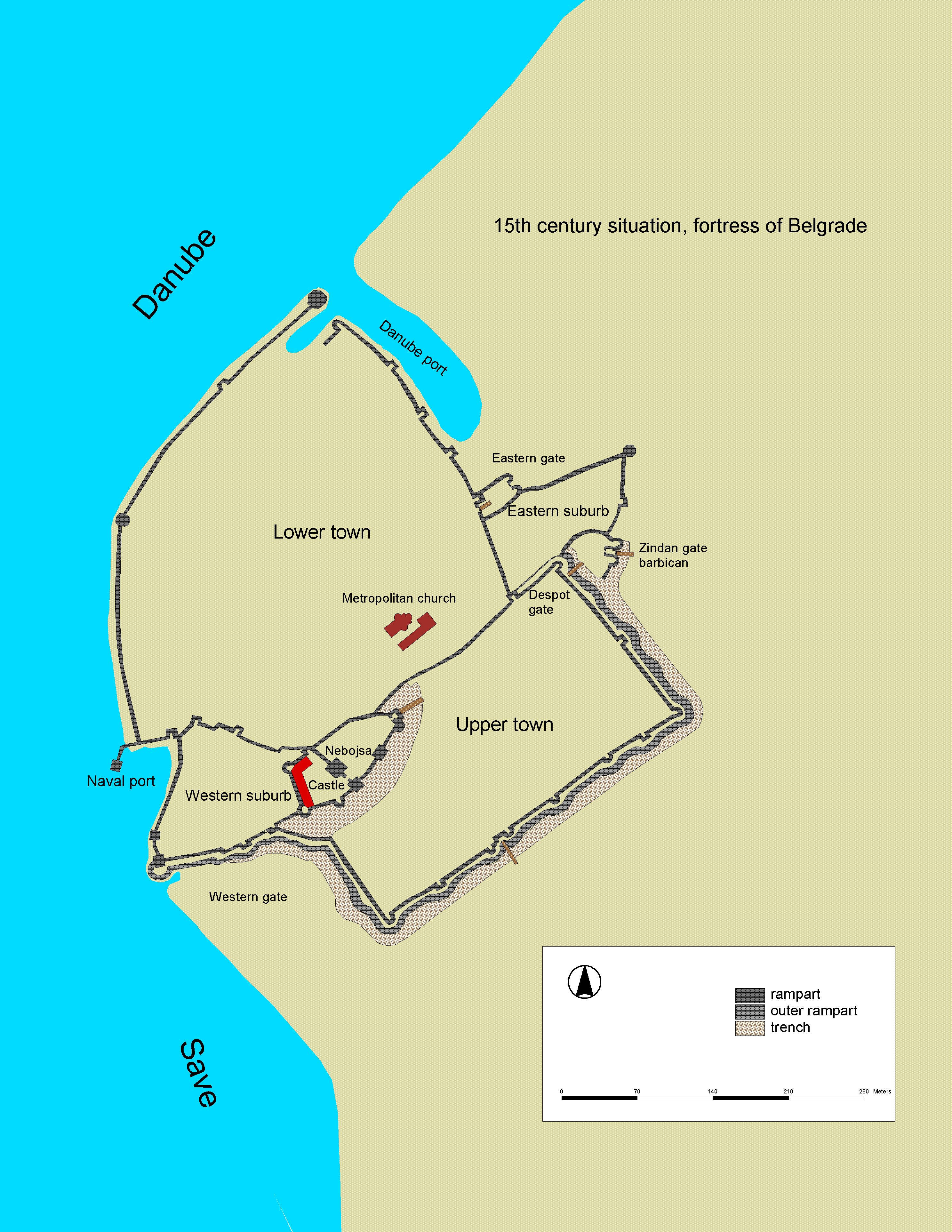
Plan de Belgrade au XVe siècle.
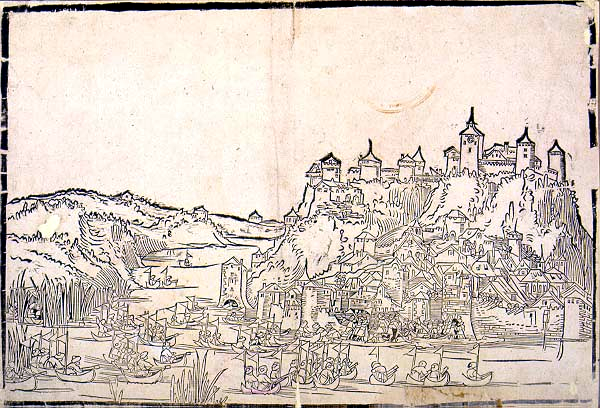
Attaque ottomane par la Save, bois gravé par Wolfgang Resch, 1521.
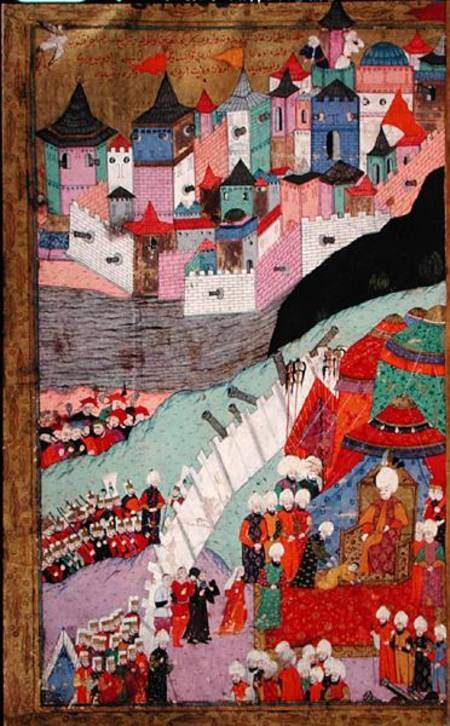
Siège de Belgrade, miniature ottomane du Hunername, XVIe siècle.